# Casa de Carmen Balaca
La Casa de Carmen Balaca es uno de los más bellos edificios eclécticos del Ensanche Modernista de la ciudad española de Melilla. Está situado en el número 14 de la calle General Marina y forma parte del Conjunto Histórico Artístico de la Ciudad de Melilla, un Bien de Interés Cultural.

## Historia

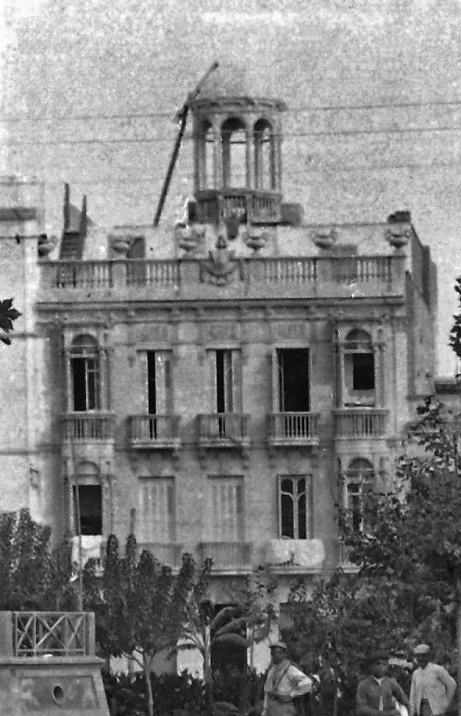
Casa de Carmen Balaca

Fue construido entre 1910 y 1911, según diseño de Droctoveo Castañón, para Carmen Balaca.

## Descripción
Es uno de los mejores trabajos del arquitecto y una de las joyas del modernismo melillense. Está construido con paredes de mampostería de piedra local y ladrillo macizo y bovedillas de ladrillo macizo para los techos.
Consta de planta baja y dos plantas. Su fachada cuenta con una planta baja de vanos, antes cinco, el central, con un precioso florón sobre una vieira, el de acceso al portal, las ménsulas dan paso a tres balcones, con preciosas molduras con forma de clave sobre sus arquitrabes en la planta principal, y molduras enmarcadas, en la primera planta, que conducen al friso que lleva a la cornisa flanqueada por dos miradores que finalizan antes de la balaustrada de la azotea, viendo en el centro un muro que evidencia la pérdida del coronamiento.